# Diamant bleu de la Couronne
Pour les articles homonymes, voir Bleu de France.
Cet article possède un paronyme, voir Diamants de la Couronne.
Le diamant bleu de la Couronne de France, aussi appelé Bleu de France ou Bleu de Tavernier, est un grand diamant bleu acheté par Louis XIV à Jean-Baptiste Tavernier, ce dernier l'ayant rapporté d’Inde en 1668. Louis XIV le fait tailler par Jean Pittan et Louis XV l'inclut dans l’insigne de l’ordre de la Toison d'or.
Volé en 1792, sa trace est perdue jusqu'en 2007, date à laquelle François Farges découvre accidentellement le modèle en plomb de ce diamant. Des recherches historiques démontrent alors que ce diamant de la Couronne a été retaillé pour devenir le diamant Hope, apparu en Angleterre quelques jours seulement après la prescription du vol, ce qui prouve l'intention de recel.
Il reste le plus gros diamant bleu jamais découvert à ce jour, même après la découverte des importants gisements d’Afrique, de Sibérie, d’Australie, du Brésil et du Canada.

## Histoire

### Sa découverte en Inde

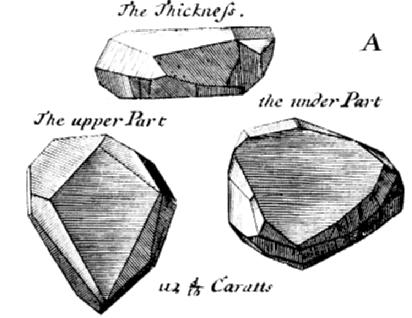
Gravure des mémoires de Tavernier, montrant le grand diamant bleu ramené des Indes, dessiné sous trois angles.

Dans les années 1668, le voyageur Jean-Baptiste Tavernier revient du sultanat de Golconde (maintenant une cité-forteresse en ruines près de la localité actuelle d’Hyderabad, dans l’État indien de Telangana) avec une série de très beaux diamants. Le plus grand de ces diamants acheté vers 1650 pesait 112 et 3/16 carats de l’époque, soit 115,16 carats métriques modernes (poids brut, avant taille). Il s’agissait à l’époque du plus grand diamant bleu connu, également connu sous le nom de « diamant bleu de Tavernier ». La légende de malédiction du diamant rapportée par Tavernier est probablement créée par le propriétaire de la mine pour dissuader les voleurs de vouloir le dérober et enjolivée par la suite par les joailliers qui lui inventent toute une mythologie pour augmenter sa cote de vente. Cette légende veut que la pierre ait été volée sur une statue de la déesse Sitâ (ou sur le front d'une statue en or du dieu Vishnou selon une autre version) : le voleur s'étant laissé enfermer dans le temple pour le dérober pendant la nuit, mais au matin, à la réouverture des portes de bronze, alors qu'il s'apprête à s'enfuir, il est frappé par la foudre au seuil même du temple.
Malgré le fait qu’il est écrit que le diamant semble avoir été extrait dans les années 1610 de la mine de Kollur (en) (ou Gani en Telugu) près de Golconde, on n’en a aucune preuve. Le diamant avait été repoli suivant l’usage indien de l’époque, c’est-à-dire suivant les faces naturelles de cristallisation et de clivage du diamant. On cherchait à garder la gemme la plus grosse possible, aux dépens de la brillance. Tavernier acquit ce diamant bleu d'autant plus facilement qu'à l'époque moghole, les joailliers utilisaient des pierres aux couleurs de l'Islam, à savoir le rouge, le vert et le blanc, la couleur bleue étant jugée maléfique.

### La retaille du diamant indien

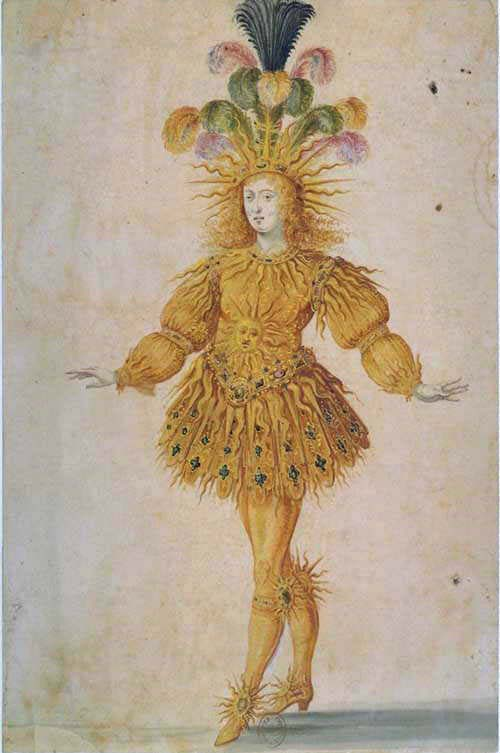
La taille du diamant bleu rappelle le symbolisme de Louis XIV (ici habillé en Apollon) voulu à Versailles : présence d’un soleil de facettes arrières de symétrie 7 : on y voit le culte d’Apollon (chiffre 7), le roi-soleil de droit divin (chiffre 7) brillant dans le ciel bleu (du diamant).

En décembre 1668, Tavernier revint en France avec plus de 1 000 diamants de toute taille, dont le grand diamant bleu foncé et deux autres d’un bleu plus clair. En 1669, Tavernier vendit le diamant bleu à très bon prix (220 000 livres tournois — soit l'équivalent de 147 kg d'or pur — car un diamant coloré était jugé imparfait à cette époque) à Louis XIV qui lui acheta les 47 plus gros diamants pour une somme équivalente à une tonne d'or pur. Louis XIV fut en effet éduqué à la gemmologie par Mazarin qui possédait une collection importante de pierres précieuses (notamment des topazes). L'historien Richard W. Wise soutient quant à lui que le prix réel de la pierre était de 770 000 livres et que Tavernier la céda pour 220 000 en échange d'un titre de noblesse acquis auprès du contrôleur général des finances Jean-Baptiste Colbert (le titre étant évalué à 500 000 livres à l'époque). Le roi l'exposa d'abord dans son cabinet de curiosité du château de Saint-Germain-en-Laye, puis ordonna en 1671 que la gemme fût retaillée dans le goût occidental de l’époque, c’est-à-dire pour améliorer sa brillance. La lourde responsabilité de la taille du diamant bleu de Tavernier incomba à Jean Pittan, le joaillier de la cour qui mit deux ans pour mettre au point le dessin définitif et deux autres années pour exécuter la taille. Jean Pittan a certainement proposé un dessin exceptionnel pour convaincre le roi et Colbert de financer la taille à un prix équivalent à un dixième environ du prix d’achat du diamant de Tavernier. Finalement, le diamant de Tavernier était retaillé sous une forme triangulaire selon une taille dite en « rose de Paris ». Selon l'historien Bernard Morel, le nouveau diamant aurait été appelé par Colbert le « diamant bleu de la Couronne de France ». Il pesait 69 ± 0,02 carats. Ce diamant était un chef-d’œuvre de travail lapidaire, dû notamment à ses 72 facettes, à sa double symétrie impaire (d’ordre 3 et 7) et la perfection de sa taille. Le diamant était serti dans une sorte de broche que le roi portait à son foulard (« cravate ») lors des fêtes.

### La Toison d'or de la parure de couleur de Louis XV

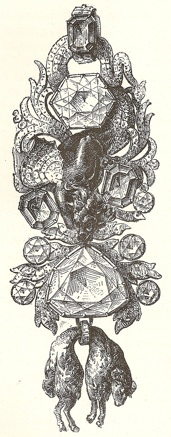
La Toison d’or de la parure de couleur (dessin par Lucien Hirtz pour Germain Bapst, 1889) montrant le diamant bleu de la Couronne, seule source connue jusqu’en 2007 de ce diamant mythique.

Pendant le règne de Louis XV, le diamant est délaissé jusqu'en 1749, le roi préférant sertir sa couronne de diamants incolores.
Il revient en grâce lorsque le roi est fait chevalier de l'Ordre de la Toison d'or. En 1749 à cette occasion, Louis XV demanda au joaillier Pierre-André Jacquemin (1720-1773) d’inclure le diamant bleu dans l’insigne de l’ordre de la Toison d’Or de la parure de couleur du roi. Louis XV possédait un certain nombre d’insignes de la Toison d’Or, mais deux étaient particulièrement magnifiques. La Toison dite de la « parure blanche » est composée de quatre grands diamants (dont le très beau second Mazarin de 25,37 carats) et de nombreux autres plus petits (175 ainsi que 80 rubis ; le tout évalué en 1791 à 413 000 livres). Quant à la Toison de la parure de couleur, elle présentait un feu d’artifice de grandes gemmes de couleur (jaune mais aussi bleu, blanc et rouge). M. Horovitz possède deux gravures de cette deuxième Toison dans lesquelles le dessin du diamant bleu est approximatif) qui semblent avoir été proposées par Jacquemin au souverain, dont une avec le diamant bleu. La version finale de la Toison d’Or de la parure de couleur contenant le diamant bleu est surtout connue par le moule en plomb que réalisa probablement Jacquemin après avoir fabriqué le joyau. C’est ce plomb que Germain Bapst (1853-1921) fera publier. Malgré diverses recherches, cet objet majeur n’a pas encore été retrouvé. Cet insigne magnifique, chef-d’œuvre absolu de l’orfèvrerie rococo, comprenait le superbe diamant bleu qui, selon cette tradition chevaleresque, « protège » la toison d’or proprement dite (et ses 112 diamants peints en jaune) des flammes (serties de 84 diamants peints en rouge) crachées par un dragon taillé dans une spinelle de 107,88 carats nommée Côte de Bretagne. Cette pierre, retaillée ainsi pour cette occasion par Jacques Guay (1711-1793) est visible au Louvre, seul vestige de cet insigne. Le grand brillant « Bazu » de 32,62 carats et d’une « eau un peu céleste », trois « topazes d’Orient » (saphirs jaunes), quatre diamants en forme de brillants de 4-5 carats et la bagatelle de 282 diamants décorent la queue et les ailes du dragon ainsi que les deux palmes qui entourent le dragon sans oublier les deux bélières de l’insigne. L’insigne avait été évalué à plus de trois millions de livres durant la Révolution, rien que pour les gemmes.
En 1783, le Bleu de France apparaît dans l'inventaire des bijoux de la Couronne remis à la garde du grand maître de la Garde-robe du roi: le duc de Liancourt. L'inventaire parle d'un "très grand diamant brillant bleu, ayant beaucoup de dessous, forme en coeur, d'eau vive et nette, désigné par l'inventaire de 1691, pesant 67 carats 1/8. Lequel a été retaillé depuis et est estimé 1 000 000 de livres". Le fabuleux diamant est classé parmi les pierres qui ornent l'insigne de la Toison d'or de Louis XV.  En 1787 le physicien de l’Académie Mathurin Jacques Brisson est le premier à mesurer précisément le diamant bleu (dimensions, poids).

### Le vol de 1792
La Toison d’Or et son grand diamant bleu furent volés à l’hôtel du Garde-Meuble entre les 11 et 16 septembre 1792. La très grande majorité des joyaux de la Couronne qui y étaient exposés ont été dérobés (9 000 pierres précieuses soit l'équivalent de sept tonnes d'or, de bijoux, orfèvrerie et pierreries) pendant cinq nuits par une trentaine de voleurs qui, bien renseignés, ne fracturent que les armoires principales qui contiennent les œuvres majeures de la réserve du plus grand trésor du monde de l'époque avec celui du Grand Moghol, ce qui constitue le « casse du millénaire ». La publication et la diffusion de l’inventaire en 1791, lors du recensement des biens de la Couronne de France par la Convention Nationale, a ainsi fourni de précieux renseignements publics sur la composition de ce trésor. Le vol a eu lieu à la faveur d'une période troublée, la France étant envahie, le roi Louis XVI destitué et emprisonné, et la ville de Paris en proie à une agitation considérable. Si la majorité des gemmes royales furent récupérées (dont les diamants Sancy et Régent), les plus grands insignes royaux de chevalerie (les joyaux de la Toison d’Or et Saint-Esprit) ainsi que de nombreux objets majeurs (épée de diamant de Louis XVI, la « chapelle de Richelieu », etc.) disparurent définitivement. Certains des voleurs arrêtés sur dénonciation sont guillotinés sur le lieu même de leur forfait, place de la Révolution[réf. nécessaire].
La parure est retrouvée auprès des voleurs en 1795 mais reperdue peu de temps après. Les érudits du XIXe siècle retracent son parcours : un marchand ambulant, habitué des foires, du nom de Cadet Guillot passe en Angleterre d'où la pierre serait soit restée cachée à Londres, soit partie pour Constantinople. Selon toute vraisemblance, le diamant bleu aurait alors été obtenu auprès dudit Guillot par le banquier et collectionneur Thomas Hope.

### Origines obscures du diamant Hope

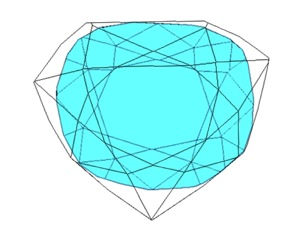
Le diamant Hope (en bleu clair) s’insère parfaitement dans le modèle en plomb du diamant bleu du Muséum (en filigrane, environ 31 x 26 mm). Retaillé à la hâte, le diamant perdit pour toujours sa magnifique taille et sa masse et tout son art baroque.

Vingt ans après, le 19 septembre 1812, un diamant bleu de 45,5 carats et de forme ovale apparaît outre-Manche. La gemme est décrite par John Francillon (1744-1816), un lapidaire londonien, avec la permission d’un certain Daniel Eliason (1753-1824), un négociant de diamants de la même ville,. Cette « apparition » correspond exactement à vingt ans et deux jours après le sac du Garde-Meuble, c’est-à-dire deux jours après la prescription légale du vol de 20 ans. Le délai de prescription de recel étant plus long, l'hypothèse émise est qu'il a été retaillé pour faire disparaître la véritable identité de la pierre. Étonnamment, il aura fallu attendre la notice du joaillier Charles Barbot en 1856 à la suite de l'exposition de Paris, pour lire que ce « nouveau » diamant, baptisé désormais Hope, aurait possiblement été retaillé depuis le « diamant bleu de la Couronne ». Le premier propriétaire véritablement reconnu de ce « nouveau » diamant bleu est Thomas Hope, membre excentrique d'une importante famille de banquiers qui lui donne son nom. Le diamant reste dans le giron des Hope jusqu'en 1901, date à laquelle il est revendu au joaillier Joseph Frankel, puis en 1908 à Selim Habib, marchand et collectionneur turc, en 1909 au joaillier français Rosenau, en 1910 à Cartier. La milliardaire américaine Evalyn Walsh McLean (en) se le fait offrir en 1911 par son mari qui l'achète à Paris chez Pierre Cartier, un des trois fils d'Albert Cartier, chargé de la clientèle américaine dans la maison Cartier. Enfin Harry Winston (propriétaire de 1949 à 1958) le rachète et en fait don au Smithsonian Institute de Washington en 1958. Afin de rendre le transport de la pierre le plus discret et sûr possible, Winston envoie la pierre au Smithsonian par la poste, dans une simple enveloppe kraft. Restant le plus gros diamant bleu jamais découvert à ce jour, le diamant est toujours visible dans le National Museum of Natural History, se trouvant à Washington, D.C., où il bénéficie d'une pièce réservée : c'est l'objet d'art le plus visité dans le monde après la Joconde au Louvre.

## Recherches sur l'origine du diamant Hope et du diamant bleu de la Couronne

### Recherches en France et aux États-Unis
De nombreuses recherches ont cherché à déterminer si le diamant Hope fut effectivement retaillé à partir du diamant bleu de la Couronne pour dissimuler son origine française,. Dès 1856, le joailler Charles Barbot fait le rapprochement entre les deux diamants en consultant l'ouvrage de l'historien Germain Bapst dans lequel figure la seule représentation connue à l'époque du diamant bleu (deux gravures imprécises de Lucien Hirtz, représentant recto verso le joyau en taille réelle). Cependant, le diamant Hope n'« entre » pas complètement dans le diamant bleu. Dans son anthologie des Joyaux de la Couronne de France, l'historien Bernard Morel s’essaie à une reconstitution de ce diamant, en se basant sur ces deux gravures de Baptiste Morel, part de l'hypothèse que ces deux gravures sont approximatives et a légèrement mais significativement étiré le dessin de Hirtz du diamant bleu aux dimensions de Brisson pour qu’il puisse contenir le diamant Hope.

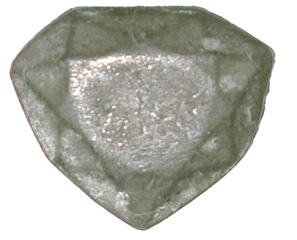
Le modèle en plomb retrouvé au Muséum national d'histoire naturelle par Farges à Paris fin 2007 (environ 31 × 26 mm).

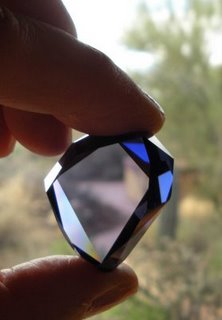
Réplique en zircone bleue du diamant bleu de Tavernier, taillée aux États-Unis par Scott Sucher d'après des gravures de Tavernier de 1676.

Dès lors, les études récentes américaines montrant que le Hope était « sans aucun doute » retaillé à partir du diamant bleu de la Couronne sont assujetties aux erreurs intrinsèques de Brisson. Kurin en 2006 signale que ces imprécisions laissent entendre qu’un modèle fiable du diamant bleu de la Couronne doit être connu pour définitivement trancher cette question.

### Dernières découvertes
Le seul et unique modèle en plomb du diamant royal français finit par être découvert en décembre 2007 par le professeur de minéralogie François Farges lors du récolement d’une collection minéralogique dans les réserves du Muséum national d'histoire naturelle. La face arrière du plomb présente une corolle de 7 pétales caractéristique de la taille en « rose de Paris » du diamant bleu de Tavernier.
François Farges fait alors des recherches historiques sur ce plomb : il retrouve dans les collections minéralogiques l'étiquette originale du plomb qui a été donné vers 1850 par le joaillier parisien Charles Achard qui a donné des informations capitales sur ce moule : il y est inscrit que « Mr Hoppe [sic] de Londres » a bien possédé le diamant bleu à Londres.
Cette découverte a pu montrer que le diamant bleu était bien mieux taillé que ce que l’on pensait auparavant. Le modèle montre aussi que le diamant Hope en est issu, retaillé entre 1792 (date du vol du diamant français) et 1812 (date d’apparition du diamant bleu anglais).
Finalement, d’après les archives du Muséum, c’est Henry Philip Hope, après la mort de son frère Thomas, qui fut détenteur légal du diamant retaillé, jusqu'à sa mort en 1839. Les Hope sont-ils au centre de cette affaire de retaille du diamant bleu entre 1792 et 1812 ? Il semblerait que les joailliers londoniens Eliason et Françillon aient servi de prête-nom pour dissimuler l'origine effective du diamant, et donc qu'il s'agissait d'un recel.

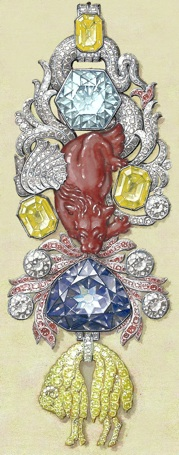
Gouache de Monney réalisée en 2008 pour Horovitz et Farges (environ 16 × 6 cm) montrant une reconstruction possible : le diamant bleu montre une « rose centrale » au-dessus d'une Toison d'or (dépouille de bélier) sertie de 115 diamants.

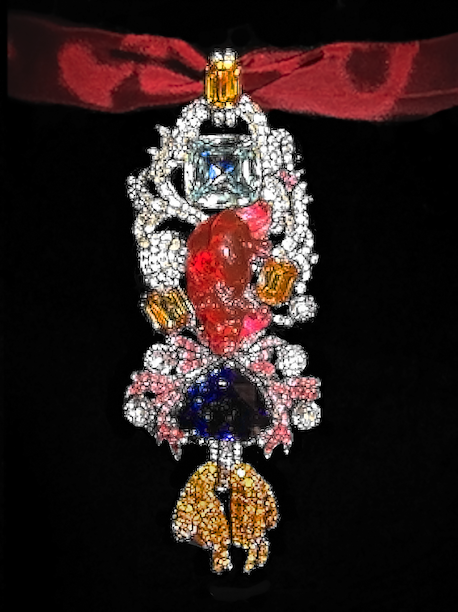
La reconstitution de 2010 : une Toison d'or attachée par le milieu du corps à un collier d'or composé de « fusils » ou briquets, stylisés en forme de B (Bourgogne), encadrant une réplique du diamant bleu d'où jaillissent des étincelles, l'ensemble surmonté par un dragon représentant un combat allégorique.

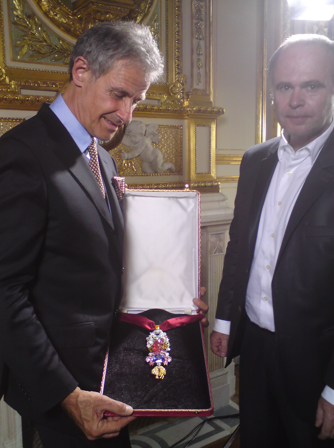
Présentation de la réplique de 2010 par H. Horovitz (gauche) et F. Farges à l’hôtel de la Marine à Paris le 30 juin 2010.

## Reconstitution du diamant et de la Toison d'Or

### À la redécouverte du chef-d'œuvre de l'art lapidaire baroque français
L’étude précise du plomb montre que le diamant a été taillé de manière quasi optimale pour valoriser l’éclat naturel du diamant bleu, en créant des facettes autour du mythique angle de 41°, réputé être le plus favorable pour la taille des diamants et qui est censé avoir été introduit avec le diamant dit Régent. Les proportions de la taille de ce diamant en font un précurseur des diamants modernes taillés en brillant bien que cette taille reste typiquement baroque. Contrairement à ce que les experts américains pensaient, le diamant est beaucoup plus brillant grâce à la technique de Jean Pittan. Son chef-d’œuvre, bien que massacré entre 1792 et 1812 a pu être reconstitué sur ordinateur grâce à un scan laser et différentes technologies de CAO du modèle en plomb à Anvers, associés à une colorisation issue du diamant Hope de Washington, gracieusement fournie par la Smithsonian Institution (Jeffrey Post) et qui fut mesurée en spectroscopie optique. La réplique exacte en zircone du diamant bleu a été réalisée par Scott Sucher, lapidaire et spécialiste mondial des copies des grands diamants historiques, qui a reconstitué l'ordre dans lequel Jean Pittan avait taillé les différentes facettes.

### À la redécouverte du bijou fondateur de la haute joaillerie française: la grande Toison d'Or de Louis XV
La mythique toison de Louis XV a également été reconstituée en gouache. Ce bijou est le chef-d’œuvre ultime de la bijouterie française du XVIIIe siècle dont il ne reste pas grand-chose. Chef-d’œuvre composé de chefs-d'œuvre, elle comprend le mythique diamant bleu de Jean Pittan taillé en 1673 ainsi que le dragon dit « Côte de Bretagne » retaillé par Jacques Guay en 1750 pour cet insigne. L’ensemble du bijou comporte un autre diamant bleu sommital, appelé « Bazu » et de couleur légèrement bleutée pesant 32 carats, qui fut aussi volé en 1792 et dont on ne sait pas ce qu’il est advenu. Trois topazes d’orient, une demi douzaines de brillants de 4-5 carats ainsi que pas moins de 472 brillants de plus petite taille finissent le bijou. Les brillants des flammes du dragon étaient peints en rouge à leur envers ainsi que ceux de la toison, peints en jaune selon une technique bien particulière (issue du fait que les diamants de couleur, notamment rouges, étaient fort rares à l’époque). Cette toison a été portée par Louis XVI lors des États généraux de 1789. Louis XV s’est fait faire une autre toison, dite de la parure blanche et composée uniquement de diamants blancs (dont les grands diamants Pinder et Richelieu) ou faiblement teintés sauf les flammes qui étaient en rubis. Cette toison a également été volée en 1792 et retrouvée partiellement démontée sur Paris quelque temps après mais pas gardée. On ne possède aucun dessin de cette toison, tout aussi fabuleuse.

### La reconstitution
Au milieu des années 1980, le père de Herbert Horovitz, joaillier genevois, acquiert en vente publique une gouache originale représentant la grande Toison d’Or de Louis XV, témoignage de l’art français des périodes baroques et rocaille. 
Cette gouache a servi de base pour reconstituer le bijou qui a été présenté le 30 juin 2010 par Horovitz et François Farges, professeur au Muséum national d'histoire naturelle de Paris, après trois ans d’un complexe travail au sein des archives, sur ordinateur et dans divers ateliers en Suisse, France, Inde et aux États-Unis. 
Cette reconstitution se compose de zircone et pâte de verre avec, en son centre, la réplique en zircone du fameux Diamant Bleu. 
Elle fut conçue avec les meilleurs artisans lapidaires, sertisseurs, doreurs, gainiers. Un écrin en maroquin cramoisi, aux armes de Louis XV de la maison Simiez fut également conçu pour présenter ce bijou. Elle a été présentée dans les locaux de l’hôtel de la Marine, exactement là où elle fut volée en septembre 1792 (voir ci-dessus). Quelque 218 ans après ce vol - qui aliéna les trésors de grands maîtres français de la joaillerie, tels Jean Pittan, Jacques Guay et Pierre-André Jacquemin - le mal était en partie réparé. En face d’un auditoire prestigieux, tous remarquèrent l’extraordinaire beauté du bijou, son élégance dans les proportions et ses asymétries florales typiquement rocaille.
Elle se trouve aujourd'hui à Genève où elle a été fabriquée.
L'original, chef-d’œuvre composé d'autres chefs-d'œuvre tels le diamant bleu de la Couronne, témoigne de l’extraordinaire savoir-faire d’artisans des XVIIe et XVIIIe siècles dont très peu d’œuvres ont survécu aux vols, aux retailles et aux dégradations du XIXe siècle.

## Livres et films inspirés de ces découvertes
- Un diamant ressemblant beaucoup au diamant bleu de la Couronne (et non au diamant Hope dont la retaille à partir du précédent est plus petite) apparaît dans le film Titanic de James Cameron en 1997, sous le nom de « Cœur de l’océan » : Oceani Cor (latin). Il est entre autres porté par la chanteuse Céline Dion lors de son interprétation de My Heart Will Go On à la 70e cérémonie des Oscars.
- Un roman historique, Le Diamant bleu par François Farges et Thierry Piantanida, édité par les Éditions Michel Lafon en 2010 sous le  (ISBN 978-2749913070) raconte ce triple polar scientifico-historique autour du plus fabuleux diamant de l’histoire, qui attisa passions et peines, fidélités et trahisons sur trois siècles et trois continents.
- Un documentaire de 90 minutes À la poursuite du diamant bleu, également réalisé en 2010, par Thierry Piantanida et Stéphane Bégoin a été diffusé le 30 avril 2011 sur Arte.
- La version américaine Secrets of the Hope Diamond (écourtée à 52 min) a été projetée en décembre 2010 sur National Geographic Channel[24].
- Annie Pietri, Le Grand Diamant Bleu, tome 3 de la série Les Miroirs du palais, Bayard, 2012 (roman jeunesse).
- Anne-Marie Desplat-Duc, La Malédiction du diamant bleu, tome 1 de la série Marie-Anne, fille du roi, Flammarion, 2012 (roman jeunesse).
- Franck Ferrand, sur Europe 1, dans une émission de la série Au cœur de l'histoire : « La malédiction du diamant bleu », avec en invités : François Farges, professeur de minéralogie au Muséum national d'histoire naturelle et Thierry Piantanida, journaliste.